# Guinea (region)

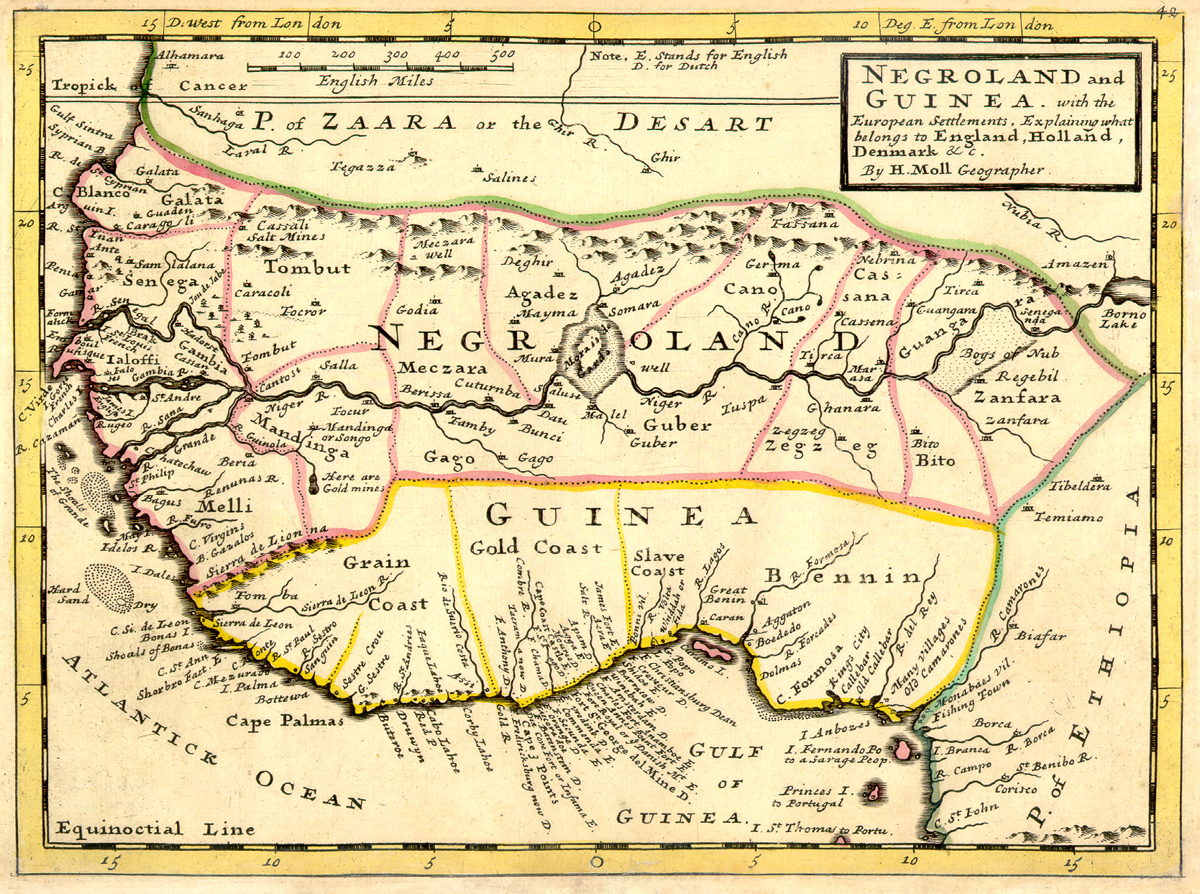
Historisk karta över Guinea från 1736.

Guinea är det traditionella namnet för regionen på Västafrikas sydliga kust mot Atlanten. Den sträcker sig norrut genom skogs- och tropikregioner och slutar vid Sahel. Regionen kallas vanligen Guineakusten.
Sedan gammalt har Guineakusten delats i fyra  "kuster", som fått sina namn efter de varor,  vilka strax efter upptäckten var de viktigaste  inom varje område. Längst i väster Pepparkusten till Kap Palmas, Elfenbenskusten till  floden Assini, Guldkusten till floden Voltas mynning  och Slavkusten till  Beninflodens mynning.

## Länder i Guinea
- Benin
- Elfenbenskusten
- Ekvatorialguinea
- Ghana
- Guinea
- Guinea-Bissau
- Liberia
- Sierra Leone
- Togo
- Södra Nigeria
- Västra Kamerun

## Historiska riken i Guinea
- Dahomey
- Kungadömet Benin
- Ashanti